# Сватек, Йозеф
Йозеф Сватек (чеш. Josef Svátek; 24 февраля 1835, Прага — 9 декабря 1897, там же) — чешский журналист и писатель, автор ряда исторических романов, монографий, очерков по истории Чехии.

## Биография
Йозеф Сватек родился в 1835 году в Праге, в буржуазной семье. В 1854 году он окончил школу, в 1858 — Чешский политехнический институт, в последующие годы занимался журналистикой в изданиях Hlas (1860—1863), Pražské noviny (1863—1864), Prager Zeitung (1866—1867), Pražský denník (1866—1897, занимал должность редактора), Pražské noviny (с 1896). Параллельно Сватек писал очерки по истории Чехии XVI—XVIII веков, исторические монографии, пьесы, исторические романы. В драматургии он успеха не добился, но получил известность как романист, встав в один ряд с Алоисом Йирасеком и З. Винтером.
Сватека интересовали в первую очередь деятельность иезуитов, антигабсбургское восстание 1618—1620 годов и эпоха, наступившая после поражения при Белой Горе. Его романы (в общей сложности их около 25) отличаются качественным воспроизведением исторических деталей и напряжённой интригой.

## Список книг
Исторические романы
- Белогорская битва (1868);
- Пражские тайны (1868);
- Чешские крестоносцы (1869);
- Pasovští v Praze (1870);
- Мария Терезия и Карл VII (1870);
- Величие Рудольфа II (1871);
- Vězeň na Křivoklátě (1871);
- Прага и Рим (1872—1873);
- Саксонцы в Праге (1873);
- Иржи из Лобковиц (1873—1874);
- Шведы в Праге (1874);
- Пражский палач (1876);
- Месть цыгана (1880);
- Пани Попел из Лобковицей (1886);
- Воспоминания пражского палача (о Яне Мыдларже, 1886—1889);
- Железная корона (1888);
- Граф Шпорк (1889);
- Астролог (1890—1891);
- Последний Вршовец (1892);
- Падение семьи Смиржицких (1893—1894);
- Последний Будовец (1894);
- Дон Цезарь и Саломена (1894);
- Sedláci u Chlumce (1896).

Научные труды и сборники очерков
- Наполеон III, император французов (1861);
- Культурно-исторические очерки из Чехии (1879);
- Пражские повести и легенды (1883);
- Крестьянское восстание в Чехии в 1680 году (1899);
- Старая Прага (1899);
- История казней и палачей в Чехии (2004; в этой книге объединены два произведения Сватека, «История казней и палачей в Чехии» и «Дуэли в Чехии», впервые опубликованные в периодике в 1885—1887 годах).